# Christian Gregor
Christian Gregor (* 1. Januar 1723 in Dirsdorf bei Nimptsch, Fürstentum Brieg; † 6. November 1801 in Berthelsdorf bei Herrnhut, Oberlausitz) war ein deutscher Geistlicher der Herrnhuter Brüdergemeine und Kirchenmusiker.

## Familie
Christian Gregor war der Sohn des Bauern George Gregor (1678–1722) und dessen Frau Maria Bräuer (1684–1731). Er heiratete am 4. Juli 1751 in s´Heerendijk bei IJsselstein Margaretha Susanna Rasch (* 17. Dezember 1725 in Neustadt an der Aisch; † 19. August 1799 in Berthelsdorf bei Herrnhut), Tochter von Joh. Benedict Rasch, Stadtchirurg und Ratsmitglied in Neustadt/Aisch und Maria Elisabeth Rose. Christian Gregor und seine Frau hatten zwei Söhne und drei Töchter, von denen ein Sohn und eine Tochter jung starben. Sein Sohn Christian Friedrich (1753–1811) war Prediger der Brüdergemeine in Neuwied und im russischen Sarepta.
Seine Tochter Anna Dorothea war von Oktober 1779 bis September 1783 Musiklehrerin am Mädcheninternat Montmirail der Brüdergemeine in der französischsprachigen Schweiz. Sie erhielt dort den Vorschlag der Brüdergemeine, Peter Mortimer (1750–1828) zu heiraten. Mortimer stammte aus der englischen Brüdergemeine und gehörte zu den ersten englischen Jungen, die ab 1765 an deutschen Anstalten der Brüdergemeine ausgebildet wurden. Er wurde Schriftsteller und Komponist, der ab 1780 an den „Gemein-Nachrichten“ am Sitz der Kirchenleitung in Barby mitarbeitete.

## Leben
Als Waise auf dem Hof des Herrn von Pfeil erzogen, erhielt Christian Gregor schon als Kind qualifizierten Musikunterricht und wurde in jungen Jahren mit Herrnhut bekannt. 1742 begann er dort seine Tätigkeit als Organist und Leiter der Gemein-Musik. Erste Kompositionen entstanden 1759. Im Auftrag der Herrnhuter Brüdergemeine bereiste er in verschiedenen Funktionen die Gemeinen mehrerer europäischer und amerikanischer Länder.
Er nahm an der Generalsynode 1764 in Marienborn teil. Im Auftrag eines eingesetzten Komitees „zum Arrangement der Diaconatssachen“ legte er dort am 18. Juli 1764 einen schriftlichen Vorschlag vor, wie die wirtschaftlichen und finanziellen Verhältnisse der Brüdergemeine zukünftig geregelt werden sollten. Dabei ging es insbesondere auch um die Trennung des Vermögens der Brüdergemeine vom Privatvermögen der Erben des 1760 verstorbenen Gründers Graf Nikolaus Ludwig von Zinzendorf, die zu Lebzeiten des Grafen vergeblich angeregt worden war. In Anerkennung seiner Leistungen dazu wurde er Mitglied des neugeschaffenen achtköpfigen Unitätsdirektoriums, das zwischen den Generalsynoden die Brüdergemeine leitete. Diesem Gremium gehörte er bis zu seinem Tod an, zuletzt in seiner Funktion als Präses des Unitätsvorsteherkollegiums, das für die Finanz- und Vermögensverwaltung zuständig war. 1789 wurde er in Herrnhut zum Bischof ordiniert.
Gregors musikgeschichtliche Bedeutung liegt vor allem auf hymnologischem Gebiet. Er stellte u. a. mit Ernst Wratislaw Wilhelm von Wobeser ab 1775 das neue Herrnhutische Gesangbuch zusammen.